# فيكتور بيزارو
فيكتور بيزارو (بالإسبانية: Víctor Pizarro)‏ هو لاعب كرة قدم تشيلي، ولد في 16 أبريل 1950 في سانتياغو في تشيلي. شارك مع منتخب تشيلي لكرة القدم. أما مع النوادي، فقد لعب مع نادي أوهيجينس ويونيون إسبانيولا.

## مسيرته الكروية
لعب فيكتور بيزارو خلال مسيرته الاحترافية مع 4 أندية في سبعة مواسم وسجل خلالها 62 هدفًا ضمن 147 مباراة. ولم يفز بأي موسم بالكأس وفاز في موسم واحد بالدوري.
خاض فيكتور بيزارو مسيرته مع نادي أوهيجينس ما بين عامي 1974 و1975 في المرة الأولى لمدة موسم واحد ثم في عامي 1978-1980 ولمدة موسمين، مشاركًا طوالها في 51 مباراة سجل خلالها 13 هدفًا. ثم انتقل إلى سانتياغو مورنينغ ‏ ما بين عامي 1975 و1976 لمدة موسم واحد، حيث شارك في 33 مباراة سجل خلالها 27 هدفًا. لينتقل بعدها إلى نادي يونيون إسبانيولا في عامي 1976-1978 ولمدة موسمين، مشاركًا في 45 مباراة سجل خلالها 15 هدفًا. ثم انتقل إلى Club de Deportes Green Cross ‏ ما بين عامي 1980 و1981 لمدة موسم واحد، مشاركًا في 18 مباراة سجل خلالها 7 أهداف.

## وصلات خارجية
- فيكتور بيزارو على موقع ناشيونال فوتبول تيمز (الإنجليزية)